# Epictia rubrolineata
Epictia rubrolineata — вид змій родини струнких сліпунів (Leptotyphlopidae). Ендемік Перу.

## Поширення і екологія
Epictia rubrolineata відомі за типовим зразком, зібраним в околицях Ліми в Перу.